# Шишмарёв, Владимир Фёдорович
Влади́мир Фёдорович Шишмарёв (1874—1957) — русский и советский лингвист и литературовед, один из выдающихся филологов-романистов первой половины XX века. Создатель школы современной российской романистики. Академик АН СССР (1946). Специалист по истории романских языков, эпосу и литературе романских народов; автор ряда статей в «Энциклопедическом словаре Брокгауза и Ефрона». Лауреат Ленинской премии (1957).

## Биография
Происходит из рода дворянства, приобретённого чинами на службе военной или гражданской и через пожалование орденом. Родился 13 (25) марта 1874 года в Санкт-Петербурге в семье таможенного служащего Фёдора Александровича Шишмарёва и его жены  Наталии Александровны Болтухиной. Окончил в 1892 году филологическую гимназию при Петербургском историко-филологическом институте, а в 1897 году — историко-филологический факультет Императорского Санкт-Петербургского университета (романо-германское отделение), где учился у академика А. Н. Веселовского. Затем стажировался во Франции и Италии (1899—1903).
С 1900 года преподавал в Петербургском университете в звании приват-доцента, на Женских педагогических курсах (с 1899) и Высшем женском педагогическом институте, на Бестужевских курсах (1899—1918, с 1913 — профессор Курсов). В 1918 году был избран профессором историко-филологического факультета Петроградского университета.
В 1918—1923 годах жил и работал в Костроме (Костромской рабоче-крестьянский университет, Костромской институт народного образования). В Петроград вернулся в 1923 году и продолжил работу в университете (факультет общественных наук, факультет языкознания и материальной культуры, историко-лингвистический факультет) до 1930 года. Член-корреспондент РАН — с 6 декабря 1924 года по Отделению русского языка и словесности. В 1920—1930-х годах работал также в Публичной библиотеке. Был сотрудником АН СССР: член Учёного совета и руководитель группы мифа и фольклора Яфетического института (1926—1929), старший научный сотрудник и заведующий музеем Института русской литературы (Пушкинский Дом, 1933—1935), заведующий сектором романских языков в Институте языка и мышления (1935—1950). В 1925—1929 годах — действительный член Государственного института истории искусств (ныне — РИИИ) по отделению истории музыки (1925—1929), где читал лекции по истории средневековой западноевропейской музыки. 
В 1937 году возобновил преподавание в ЛГУ, став деканом филологического факультета, заведующим кафедрой романской филологии.
Во время Великой Отечественной войны находился в эвакуации в Ташкенте, был прикомандирован к Институту мировой литературы им. М. Горького (ИМЛИ), являлся уполномоченным Президиума АН СССР по Узбекистану (1942—1945). Преподавал в Среднеазиатском государственном университете.
Директор ИМЛИ АН СССР (1944—1947), заведующий сектором романских языков Института языкознания АН СССР (1947—1950), заведующий романо-германским отделом сектора индоевропейских языков в Ленинградском отделении Института языкознания (1950—1957). Действительный член АН СССР — с 30 ноября 1946 года по Отделению литературы и языка (западноевропейская филология)
Умер 21 ноября 1957 года в Ленинграде. Похоронен на кладбище в Комарово. Его могила является памятником культурно-исторического наследия федерального уровня охраны на основании Постановления Правительства РФ от 10.07.2001 г. № 527.

## Награды и премии
- Заслуженный деятель науки Узбекской ССР (1945)
- Доктор honoris causa университета в Монпелье (1946, Франция)[11]
- Ленинская премия (1957) — за исследования в области романской филологии, изложенные в трудах «Историческая морфология французского языка», «Книга для чтения по истории французского языка» и «Словарь старофранцузского языка» к «Книге для чтения по истории французского языка» (1952—1955)
- орден Ленина (1953)
- Орден Трудового Красного Знамени (25 марта 1945) — за многолетнюю плодотворную работу в области филологии, в связи с 70-летием со дня рождения
- Орден Трудового Красного Знамени (21 февраля 1944)
- орден «Знак Почёта» (1945)
- медаль «За доблестный труд в Великой Отечественной войне 1941—1945 гг.» (1946)

Памятник Комаровского Некрополя

## Вклад в науку
Ранние работы преимущественно по истории французской и провансальской поэзии (включая исследования в области палеографии и истории музыки); изучал и публиковал тексты французского поэта и композитора XIV века Гильома де Машо (работа удостоена во Франции премии Сентура в 1909 году) и французского поэта XVI века Клемана Маро (о творчестве которого защитил в 1915 году докторскую диссертацию). Занимался также историей итальянской литературы. Позднее перешёл к изучению романских диалектов на территории СССР, создал очерки истории языков Пиренейского полуострова, а также историческую грамматику французского языка — одну из наиболее полных на русском языке; в приложении к хрестоматии по истории французского языка опубликован единственный в России словарь старофранцузского языка.

## Семья
Жена — Анна Михайловна Усова (1877—1955), дочь зоолога, профессора Михаила Михайловича Усова, профессиональная оперная певица, ученица Полины Виардо.
Дочь — Татьяна Владимировна Шишмарёва (1905—1994), художница.
Внук — Борис Васильевич Власов (1936—1981), известный художник, мастер книжной и станковой графики.

## Адреса в Ленинграде
- 1927—1941, 1944—1948 — жилой дом лютеранской церкви Св. Екатерины — проспект Пролетарской Победы, д. 1, кв.32 / 1-я линия Васильевского острова, 20[14].

## Память
- На доме по адресу: Большой проспект Васильевского острова, 1 в 1975 году была установлена мемориальная доска (скульптор — Р. У. Каратайев, архитектор — В. А. Лосев) с текстом: «В этом доме с 1927 по 1948 год жил выдающийся филолог-романист, академик Владимир Федорович Шишмарев»[15].

## Основные работы
Книги
- Лирика и лирики позднего средневековья. Очерки по истории поэзии Франции и Прованса. — М., 1911; репринт М.: URSS, 2020.
- Лирика и лирики позднего средневековья. Очерки по истории Франции и Прованса.— Париж: тип. Н. Л. Данцига, 1911. — 565 с.
- Клеман Маро // Записки историко-филологического факультета Императорского Петроградского университета. — Пг., 1915. — С. XXIX, 4.1. — 395 с.
- Очерки по истории языков Испании / Отв. ред. акад. И. И. Мещанинов. — М. — Л., 1941. — 337 с.
- Историческая морфология французского языка. — М. — Л.: Изд-во АН СССР, 1952. — 268 с.
- Книга для чтения по истории французского языка IX—XV вв. — М.-Л., 1955 (с приложением словаря старофранцузского языка); репринт М.: URSS, 2019.
- Избранные статьи. — М.-Л., 1965 (Т. 1: Французская литература), 1972 (Т. 2: История итальянской литературы и итальянского языка).
- Романские поселения на юге России: научное наследие / издание подготовили: М. А. Бородина, Б. А. Малькевич, Н. Л. Сухачев. — Л.: Наука, 1975. — 246 с., [1] л. портр.: ил. —- (Труды Архива / АН СССР; вып. 26)
- Очерки по истории итальянской литературы. Данте, Петрарка, Боккаччо. — М.: Едиториал УРСС, 2018. — ISBN 978-5-397-06347-0
- Очерк истории итальянского языка. От истоков до XIX столетия. — М.: Либроком, 2018. — ISBN 978-5-397-06050-9

Статьи
- Баскский язык // Культура Испании / отв. ред. А. М. Деборин; АН СССР. — М., 1940. — С. 297—326.